# Opavský studentský orchestr
Opavský studentský orchestr je významný komorní smyčcový orchestr při Základní umělecké škole Václava Kálika v Opavě. Orchestr patřil v aktivních letech (1992 - 2010) mezi nejlepší české neprofesionální orchestry, když vyhrál několik celostátních a mezinárodních ocenění. Jeho uměleckou vedoucí a dirigentkou je Naďa Hanousková, která v současnosti vede i další soubory při opavské ZUŠ.

## Úspěchy
V září roku 1992 převzala vedení školního smyčcového orchestru dirigentka Naďa Hanousková. V dalším školním roce získali mladí hudebníci první místo v ústředním kole celostátní soutěže žáků ZUŠ v Havířově a zvítězili ve své kategorii v soutěži Concerto Bohemia. Koncert laureátů této národní soutěže, ve které porota hodnotí anonymní rozhlasové nahrávky, vysílá tradičně z Prahy přímým přenosem rozhlas a televize. Po těchto úspěších přijal ansámbl název Dětský komorní orchestr.
Následovala řada koncertů a pozvání k účasti na Národní festival neprofesionálních komorních těles ve Frýdku-Místku (1996), mezinárodní Festival studentských orchestrů v Praze (1996), Evropský hudební festival mládeže v belgickém Neerpeltu (1997 - první cena) a mezinárodní festival Pro Archi v Nyíregyházi v Maďarsku (1999 - druhá cena).
Orchestr získal ocenění v soutěži žákovských orchestrů (1997 v Olomouci) a opakované prvenství v Concertu Bohemia. Dětský komorní orchestr vydal v roce 1997 CD s nahrávkami skladeb ostravského skladatele Pavla Hanouska. Jeho baletní pohádku Šípková Růženka premiéroval společně s žáky tanečního obor o rok dříve ve Slezském divadle v Opavě. V repertoáru orchestru nalezneme tvorbu dalších soudobých skladatelů i orchestrální úpravy známých melodií.

## Setkání studentských orchestrů
V Opavě od roku 1996 pořádá Dětský komorní orchestr spolu s dalšími institucemi malý festival Setkání studentských orchestrů, jehož hosty jsou žákovské a studentské orchestry nejen z České republiky, ale i ze zahraničí. Na třetím Setkání studentských orchestrů v roce 1997 se veřejnosti poprvé představil Opavský studentský orchestr. V roce 2007 hostil OSO Smyčcový orchestr ZUŠ Banská Bystrica.
Hosty již XIII. Setkání byly v roce 2008 Komorní orchestr Jana Noska Hodonín a Komorní orchestr Iši Krejčího Olomouc. Na programu vystoupil i Dětský komorní orchestr ZUŠ V. Kálika Opava, Houslový soubor a Opavský studentský orchestr. Vyvrcholením XV. sezóny Opavského studentského orchestru bylo v roce 2010 Setkání studentských orchestrů v Opavě, které proběhlo za účasti Novoměstského symfonického orchestru ZUŠ Nové Město nad Metují v červnu 2010.

## Cesty do zahraničí
Orchestr absolvoval koncertní cesty do mnoha evropských zemí (Polsko, Lotyšsko, Finsko, Slovensko, Itálie, Švýcarsko) a jeho nahrávky byly zařazeny do mnoha rozhlasových pořadů a na několik kompaktních disků. V roce 2009 navštívil orchestr podruhé Mezinárodní hudební festival v belgickém Neerpeltu, odkud si odvezl 1. cenu cum laude a navíc získal cenu sympatie poroty.

## Přerušení činnosti
Orchestr přerušil svou činnost během XV. Setkání studentských orchestrů 20. 6. 2010 v Opavě. Na jeho existenci dále aktivně navazuje Dětský komorní orchestr a další hudební tělesa při Základní umělecké škole Václava Kálika v Opavě pod vedením Nadi Hanouskové.